# La corazzata Potëmkin
La corazzata Potëmkin (in russo Бронено́сец «Потёмкин»?) è un film del 1925 diretto da Sergej Michajlovič Ėjzenštejn. 
La pellicola narra la vicenda realmente accaduta dell'ammutinamento della ciurma della nave da guerra russa Potëmkin avvenuto nel 1905.
Si tratta di una delle più note e influenti opere della storia del cinema, e per i suoi valori tecnici ed estetici è generalmente ritenuto fra i migliori film del novecento nonché una delle più compiute espressioni cinematografiche. Prodotto dal primo stabilimento del Goskino a Mosca, fu presentato il 21 dicembre 1925 al teatro Bol'šoj. La prima proiezione aperta al pubblico avvenne il 21 gennaio 1926.

## Trama
Il film, ambientato a giugno del 1905, ha come protagonisti i membri dell'equipaggio della corazzata russa che dà titolo all'opera. I fatti narrati nel film sono in parte veri e in parte fittizi: in sostanza si può parlare di una rielaborazione a fini narrativi dei fatti storici realmente accaduti e che portarono all'inizio della rivoluzione russa del 1905. Infatti – per esempio – il massacro di Odessa non avvenne sulla celeberrima scalinata, bensì in vie e stradine secondarie, e non avvenne di giorno ma di notte.
Lo stesso regista ha suddiviso la trama dell'opera in cinque atti, ognuno con un proprio titolo:
1. Uomini e vermi
2. Dramma sul ponte
3. Il morto chiama
4. La scalinata di Odessa
5. Una contro tutte

### Atto I: Uomini e vermi

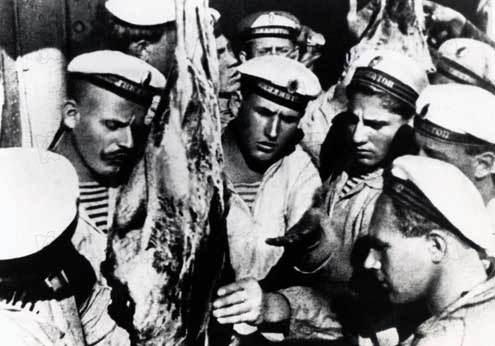
I marinai si accorgono che la carne riservata all'equipaggio è deteriorata

La corazzata Potëmkin è ancorata al largo dell'isola di Tendra: durante la distribuzione di una razione di cibo, i marinai si accorgono che la carne riservata all'equipaggio è deteriorata a tal punto da ospitare numerosi vermi. Capeggiati dal valoroso Grigorij Nikitič Vakulenčuk (interpretato da Aleksandr Antonov), i marinai chiedono alle autorità della nave una razione a base di cibo sano. Per tutta risposta le autorità convocano il medico di bordo, il quale nega l'evidenza, affermando che la carne dell'equipaggio è buona e perfettamente commestibile e invita l'equipaggio a mangiarla senza fare storie. Il rifiuto dell'equipaggio di accettare questa imposizione comporta l'ordine, da parte dei comandanti, di fucilare chiunque rifiuti di nutrirsi con la carne in questione. Alcuni di essi cedono al ricatto (gli ufficiali, i sottufficiali e qualche marinaio), ma altri rifiutano e vengono raggruppati sul ponte della corazzata, sotto un telone davanti al plotone di esecuzione, in attesa di essere fucilati come monito per tutti coloro che osano anche solo immaginare una insubordinazione.

### Atto II: Dramma sul ponte
Tutti coloro che rifiutano il cibo vengono giudicati all'istante colpevoli di insubordinazione e, senza regolare processo, portati sul bordo del ponte dove ricevono i riti religiosi riservati ai condannati a morte. Davanti al plotone di esecuzione nessuno di loro mostra rimorso, convinti di ciò che stanno facendo; giunto il momento, il comandante dà l'ordine di aprire il fuoco ma, sorprendentemente, i soldati del plotone di esecuzione, anziché sparare, dopo un breve discorso del marinaio Vakulinčuk, che fa capire loro la dimensione inumana dello sparare a sangue freddo ai propri compagni, abbassano le canne dei fucili, dando il via all'inizio della rivolta. I marinai sono male armati ma in soprannumero rispetto agli ufficiali, il che consente loro di prendere ugualmente il controllo della nave. Il medico che aveva giudicato buona la carne viene gettato in acqua e così alcuni ufficiali, mentre altri rimangono uccisi.

### Atto III: Il morto chiama

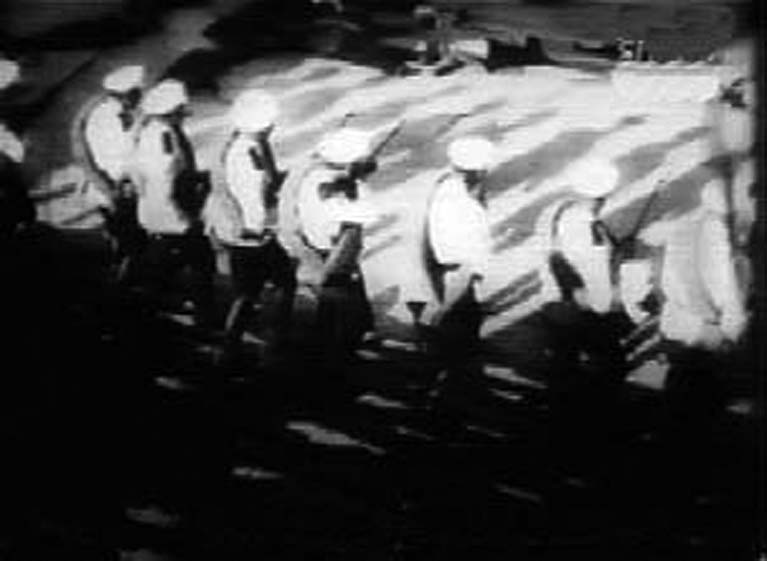
I soldati avanzano verso la folla

L'ammutinamento tuttavia ha un prezzo altissimo dato che negli scontri molti restano uccisi: tra essi anche il grande marinaio di origine ucraina Vakulinčuk, capo carismatico dei rivoltosi che hanno preso possesso della nave. Durante la rivolta, infatti, l'ufficiale in seconda della nave scarica l'intero caricatore del suo fucile contro il marinaio, senza lasciargli scampo. Arrivati nel porto di Odessa il cadavere del marinaio Vakulinčuk viene trasportato a terra ed esposto pubblicamente dai suoi compagni in una tenda con un amaro cartello appoggiato al petto: "Morto per un cucchiaio di minestra". Tutta la popolazione si raduna per rendergli l'estremo saluto e inneggia a lui come a un eroe, manifestando pubblicamente il proprio appoggio con comizi e ovazioni di gruppo, ma attirandosi inevitabilmente le attenzioni della severa polizia zarista.

### Atto IV: La scalinata di Odessa

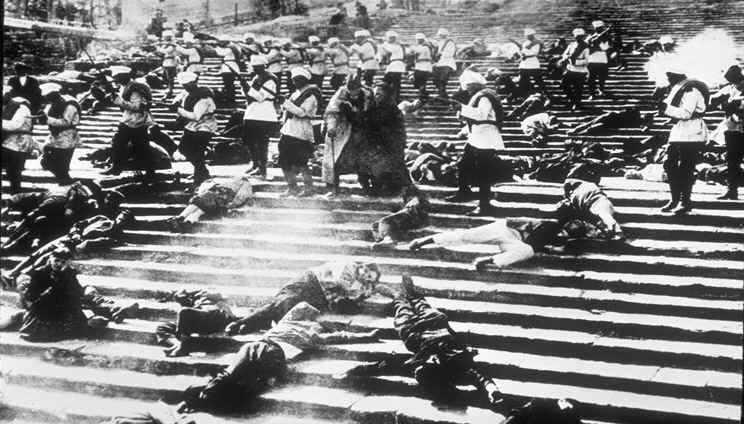
La folla massacrata sulla scalinata

Sulla scena irrompono i cosacchi dello zar, che, per rappresaglia, iniziano a marciare verso la folla inerme con i fucili puntati. Il popolo scappa, dimostrando di non avere intenzioni bellicose nei confronti dei soldati, i quali però si rivelano inflessibili, facendo fuoco, sparando e travolgendo tutto ciò che trovano a tiro: uomini, donne e bambini indifesi. I soldati vengono mostrati solo attraverso dettagli che li rendono impersonali, inflessibili (gli stivali che marciano e che calpestano le vittime, i fucili che sparano), mentre la gente di Odessa cade in sequenze estremamente enfatiche e violente come quella della morte della madre, inquadrata ben due volte (ripetizione poetica), della carrozzina che rotola giù dalla scalinata e degli occhiali di una donna anziana frantumati da una sciabolata. I soldati non cessano il massacro: i marinai della Potëmkin decidono allora di sparare su di loro con i cannoni della corazzata. Intanto giunge la notizia che una flotta di navi dello zar sta arrivando nel porto per soffocare la rivolta della Potëmkin. È stato sottolineato l'aspetto estetico della sequenza: «Storicamente, non c'è "mai" stato nessun massacro sugli scalini di Odessa. È un'idea geniale del regista (...) Egli non sapeva che, al tempo stesso, metteva in scena l'immaginario di molte generazioni».

### Atto V: Una contro tutte
I marinai della Potëmkin decidono di andare fino in fondo e conducono la corazzata fuori dal porto di Odessa per affrontare la flotta dello zar. Quando ormai lo scontro sembra inevitabile, i marinai delle navi zariste si rifiutano incredibilmente di aprire il fuoco contro i loro compagni, esternando con canti e grida di giubilo la loro solidarietà verso gli ammutinati e consentendo loro di passare indisturbati attraverso la flotta, sventolando la bandiera rossa.

## Produzione

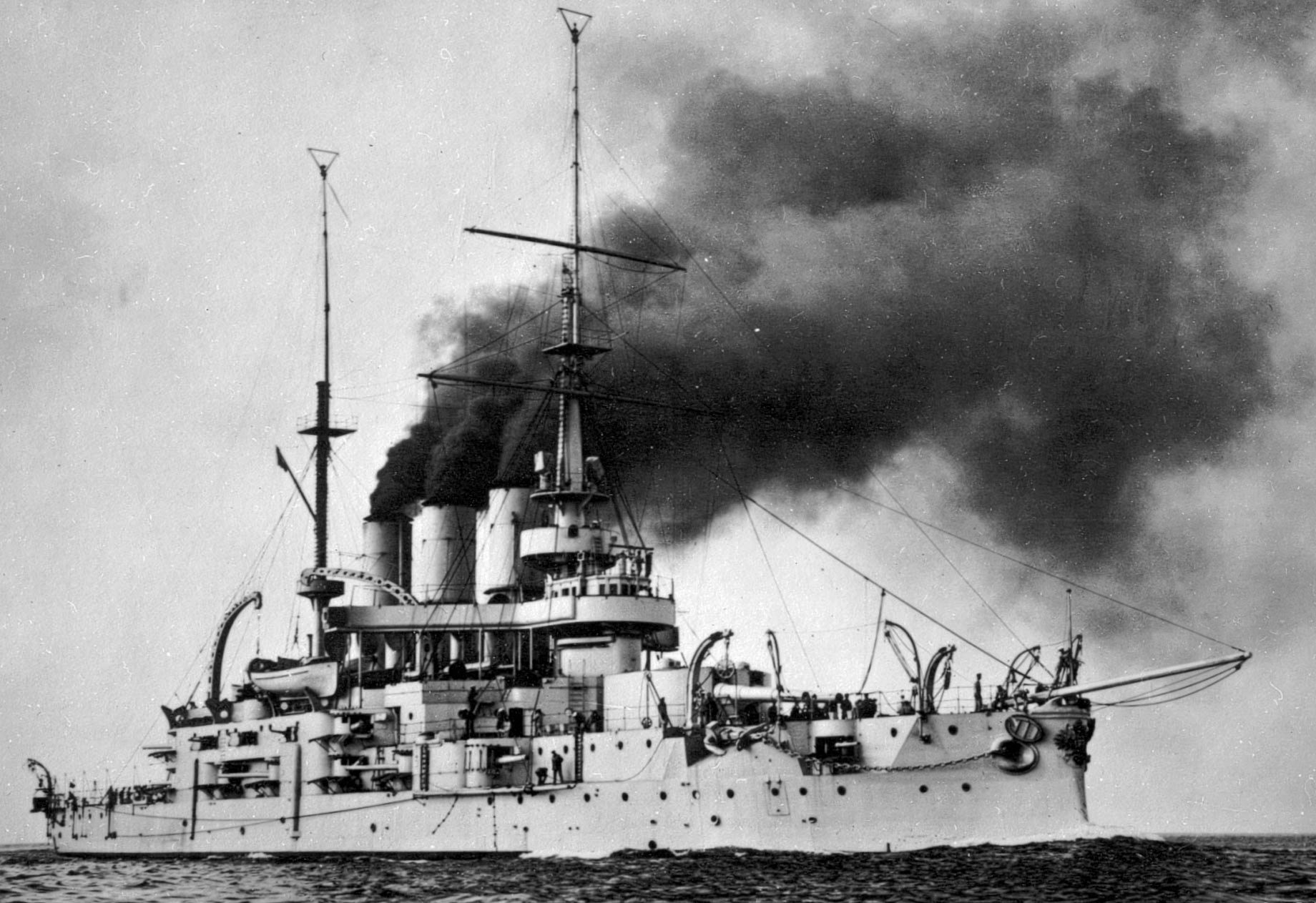
La nave da guerra corazzata Potëmkin, 1906

Nel 1925 ricorreva il ventesimo anniversario della rivolta del 1905 e per celebrare l'evento si decise di girare alcuni film commemorativi. Una delle persone che si mise in moto per scrivere un copione fu la scrittrice di origine armena Nina Agadžanova-Šutko che eseguì degli studi storici e si documentò a fondo sull'argomento per scrivere una sceneggiatura valida. Una volta terminata, la sceneggiatura fu proposta al comitato responsabile delle celebrazioni (appositamente costituito dal governo) che decise di approvare e finanziare il progetto della scrittrice. La regia venne affidata senza troppe esitazioni al giovane ventisettenne Ėjzenštejn che si era distinto all'inizio di quello stesso anno per il suo film di esordio Sciopero!, raccomandandogli però di riuscire a terminare l'opera entro l'anno.
Il progetto originario della Agadžanova-Šutko non prevedeva un singolo film, ma un'opera divisa in otto distinti episodi che raccontavano la vita di quegli anni in un grande affresco che partiva dalla guerra russo-giapponese, combattuta dall'impero russo e dall'impero giapponese tra il 1904 e il 1905 per il possesso della Manciuria e delle zone limitrofe.
Dopo le prime scene girate ad aprile a Leningrado, un periodo di insistente maltempo convinse la troupe a trasferirsi a Odessa dove era previsto che si girassero le scene riguardanti lo sciopero dei portuali e l'ammutinamento della corazzata Potëmkin. Ejzenštejn già da tempo pensava che il progetto fosse troppo ambizioso e difficile da terminare entro i tempi previsti imposti dal governo. Analizzando a Odessa lo stato della produzione, il regista si rese conto che sarebbe stato impossibile realizzare tutto il progetto entro la data fissata, e scelse quindi di proporre al Goskino di realizzare solo l'episodio della Potëmkin, che nella stesura originale della sceneggiatura scritta dalla Agadžanova occupa meno di cinquanta righe. Anni dopo, lo stesso Ejzenštejn avrebbe precisato che aveva scelto proprio quell'episodio anche per via del grande fascino che la scalinata di Odessa aveva esercitato su di lui e che egli stesso così descrisse:
(Sergej Michajlovič Ėjzenštejn)
Si recò a Mosca per esporre il suo nuovo progetto e al termine di una trattativa ottenne l'approvazione dell'autorità per la nuova idea concepita. Stese in breve tempo la sceneggiatura del film, basata sulle cinquanta righe del testo originale del progetto, con la collaborazione del suo aiutante Grigorij Vasil'evič Aleksandrov.

### Riprese

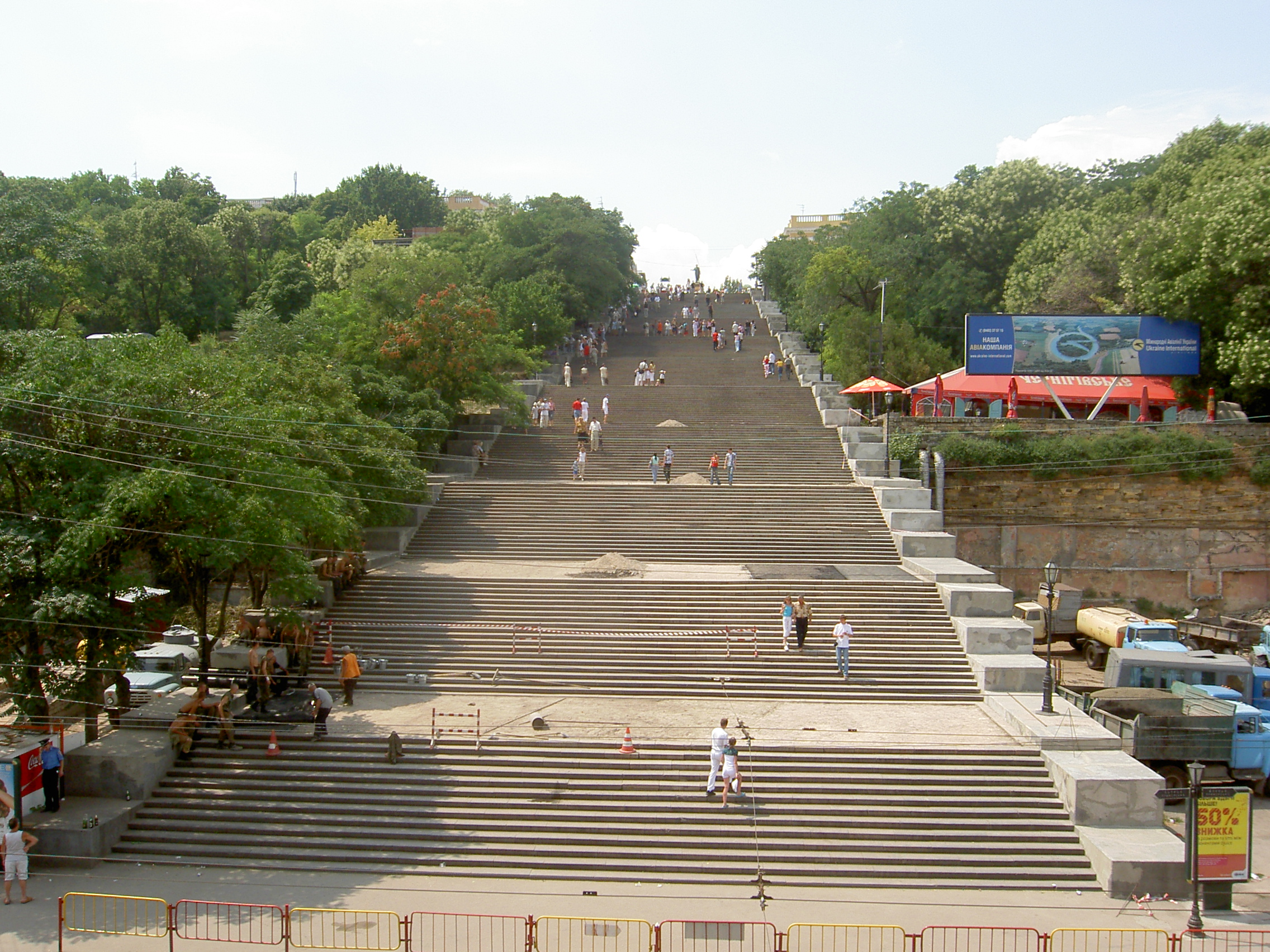
La Scalinata Potëmkin

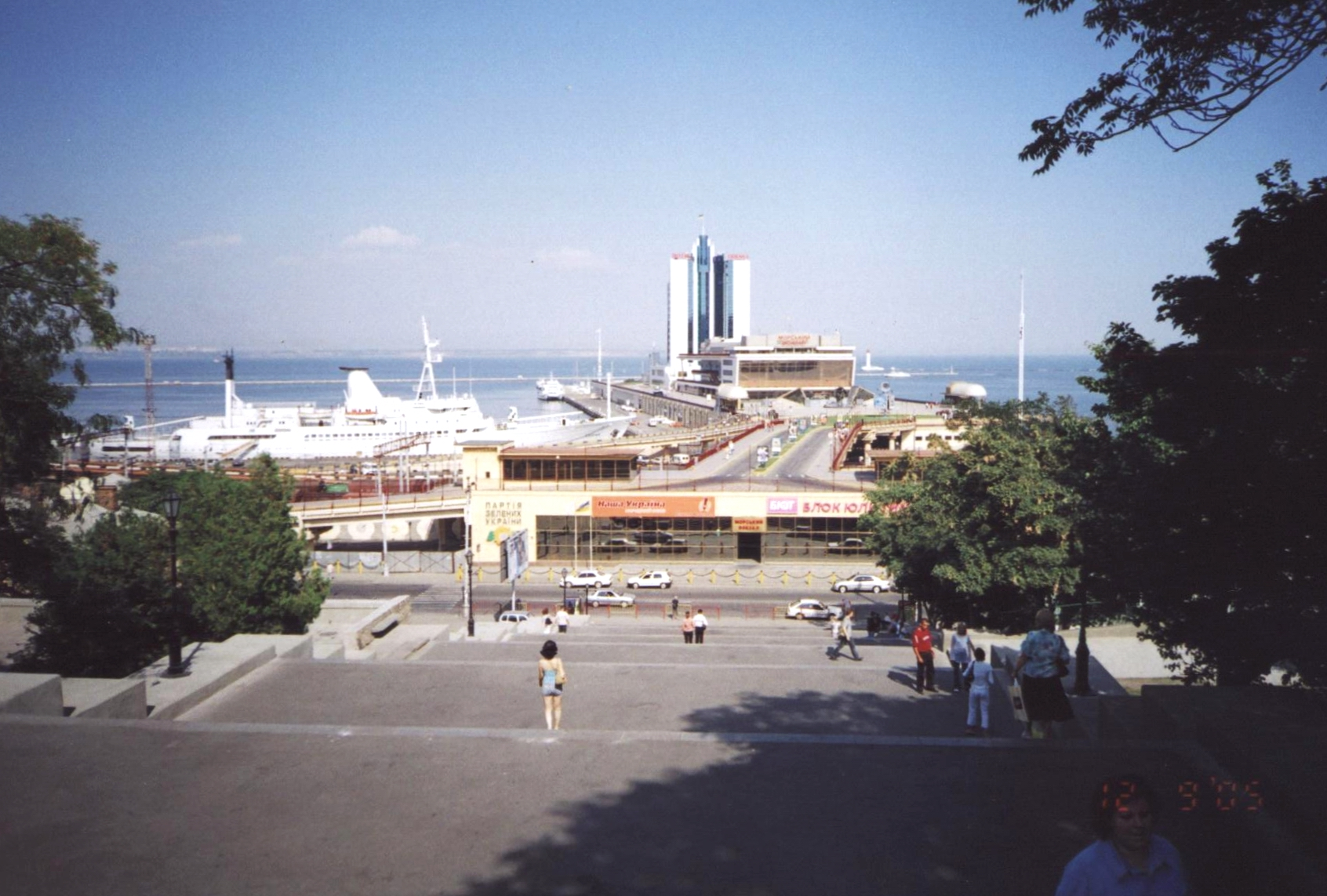
Il porto di Odessa ai nostri giorni

Dopo l'approvazione del Goskino, Ejzenštejn e i suoi cinque assistenti (Aleksandrov, Strauch, Antonov, Gomarov e Levsin), più l'operatore Ėduard Tissė, ritornarono a Odessa per dare il via alla produzione del film. Il regista cominciò a effettuare le prime selezioni per il cast, ma alla fine si convinse che un attore famoso non avrebbe potuto rispecchiare molto la collettività e le persone normali e decise, quindi, di affidare molte delle parti ad attori non professionisti scelti tra i marinai e tra gli abitanti delle città di Odessa e Sebastopoli. Furono scelti dal regista anche alcuni attori professionisti, membri di una compagnia teatrale locale. Una volta assegnate le parti, la produzione incontrò un altro ostacolo, perché le scenografie che dovevano sostituire la corazzata Potëmkin (fuori servizio dal 1918 e demolita tra il 1922 e il 1924) non erano gradite al regista, che le giudicava insufficienti per un'opera di qualità; fu così che Ejzenštejn chiese e ottenne dopo una lunga trattativa di potere usare una nave simile alla Potëmkin, la Corazzata Dodici Apostoli, che però giaceva arrugginita e in disarmo da alcuni anni, e lo stato di totale abbandono era tale da renderla inutile perfino come teatro di posa per le riprese. Si rese necessaria, quindi, un'operazione di parziale verniciatura e rapido restauro essenziale, per consentire alla nave di apparire come nuova e restare a galla il tempo sufficiente per le riprese del film. 
Risolti gli inconvenienti tecnici e burocratici, Ejzenštejn e il suo staff si dedicarono anima e corpo alle riprese lavorando a ritmo forsennato fino ai primi di dicembre. La produzione richiese molti mesi a causa del perfezionismo del regista, che voleva ripetere le scene molte volte per sicurezza. Anche se le giudicava soddisfacenti, cercava sempre di fare meglio, e spesso il set lavorava un giorno intero per produrre solo poche sequenze comunque scartate dal regista. Inoltre, per via di alcuni problemi organizzativi, in un paio di occasioni il lavoro dovette fermarsi del tutto per alcuni giorni avvicinando pericolosamente la data imposta dal governo per l'ultimazione della pellicola.

### Regia
(Sergej Michajlovič Ėjzenštejn, 1939)
Per organicità Ejzenštejn fa riferimento al modo in cui la natura stessa struttura il suo creato: riversando il pensiero nell'arte cinematografica, egli si pone il problema della percezione, da parte dello spettatore, dell'opera come unicum e della sua struttura interna, che dovrà riflettere quello dello stato naturale delle cose, ossia la crescita. A questo proposito il modello di riferimento per lo sviluppo dell'opera fu la sezione aurea.
Nonostante la struttura cronachistica della trama, il Potëmkin è strutturato nel rispetto della costruzione della tragedia classica: i cinque atti sono uniti tra loro da un crescendo che sposta la percezione del dramma dal singolo all'intero equipaggio, per divenire questione sociale e comunitaria, simbolo della fratellanza e della rivolta. L'unico momento di interruzione del crescendo avviene con l'episodio della morte di Vakulinčuk e delle nebbie nel porto. Non a caso, comunque, il grido "fratelli!" compare nel secondo e terzo atto, prima della scena della scalinata.
Ejzenštejn prosegue la sua poetica del "cine-pugno", vale a dire la rappresentazione di eventi reali tramite immagini forti improvvise e capaci di travolgere gli spettatori con uno shock e trasmettere emozioni, opponendosi fermamente al "cine-occhio" sostenuto con vigore dal suo collega contemporaneo Dziga Vertov. Esempi classici di "cine-pugni" sono il primissimo piano del volto della madre terrorizzata nella celebre scena della scalinata, oppure il dettaglio della donna colpita da una sciabolata che le ha frantumato gli occhiali.
Il "montaggio delle attrazioni" crea un senso di caos e smarrimento dello spettatore, con gli eventi mostrati velocemente e in maniera frammentaria: Ejzenštejn non finisce mai la narrazione di una scena, ma accumula una violenza dopo l'altra, senza dare allo spettatore il tempo di capire appieno, catapultandolo al cuore degli eventi.
Ejzenštejn riprende senza timore e pudore le scene di morti cruente per trasmettere allo spettatore l'orrore e le sensazioni reali di chi ha vissuto quella scena e portarlo a parteggiare e schierarsi dalla parte dei rivoltosi. Usa raramente i movimenti della macchina da presa, per fingere un aspetto documentaristico dell'opera e renderla quasi un reportage fotografico grazie alle sue inquadrature fisse montate ad alta velocità.
Le rare volte in cui Ejzenštejn usa il movimento di macchina lo fa per conferire ansia alla narrazione. Per esempio la discesa dei soldati sulla scalinata è girata muovendo la cinepresa rasoterra per seguire gli stivali, e fare quasi percepire agli spettatori i passi dei cosacchi alle loro spalle.

#### Montaggio
La pellicola è quindi caratterizzata da un uso estremamente intenso del montaggio; Ejzenštejn decise infatti di usare questo strumento di linguaggio filmico per dare movimento e un senso di frenesia alla narrazione. In pratica il regista scelse di montare inquadrature che raramente superano la durata di tre secondi, e molte di queste riguardano soggetti dall'effetto disturbante per lo spettatore (cadaveri di donne e bambini).
In questo film Ejzenštein applicò la teoria del montaggio delle attrazioni, già usata in Sciopero!, secondo la quale lo spettatore non doveva fruire passivamente la storia (secondo lo stile già canonico del cinema narrativo), ma doveva essere scosso dalle immagini e partecipare attivamente alla ricomposizione del senso della storia. Per arrivare a questo le immagini non dovevano mostrare chiaramente i soggetti e le azioni, ma dare delle tracce solo parziali, magari eterogenee e a volte incomprensibili, che portassero lo spettatore ad avere nuove associazioni di idee. Nelle scene concitate si vede particolarmente bene l'effetto di caos delle immagini che si trasmette allo spettatore investendolo di angoscia e smarrimento come se stesse partecipando agli eventi.
Anche le schermate con le didascalie contribuiscono al ritmo forsennato del film tramite scritte del tipo "Ma…" e "Improvvisamente…".

#### Simbolismo

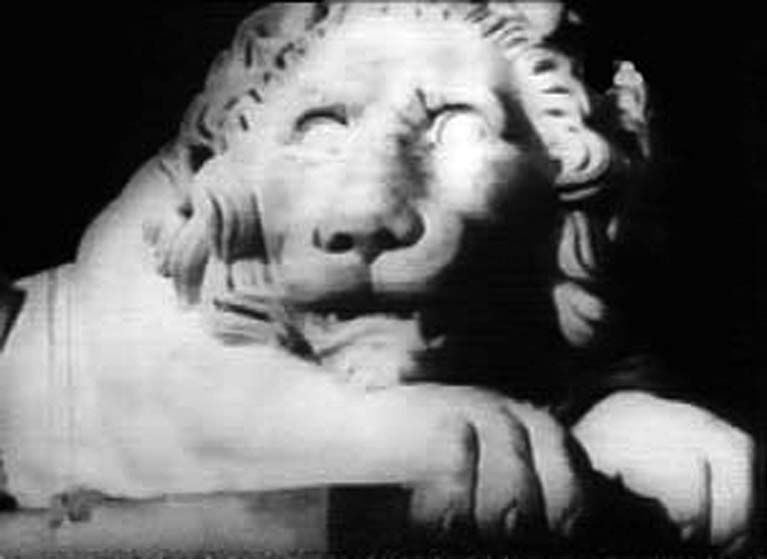
Il leone che si risveglia, simbolo del popolo che si ribella

Ejzenstejn ricorre anche al simbolismo (che caratterizza tutta la sua produzione). In particolare va sottolineato come la commiserazione viene tramutata in spirito di rivolta contro la tirannide degli oppressori, espresse tramite diverse scene tra cui la più importante è quella in cui vengono riservati omaggi al cadavere del defunto Vakulinčuk.
Le inquadrature sull'enorme bocca di cannone riempiono l'intero schermo e trasmettono allo spettatore l'immagine del potere e della potenza della violenza e della distruzione, ma allo stesso tempo il cannone è un importante veicolo indispensabile per i rivoltosi per il raggiungimento del fine prestabilito.
Altro importante simbolismo nell'opera sono le tre rapide inquadrature delle statue del leone, che raffigurano le tre fasi della rivolta. Le tre statue sono apparentemente molto simili, ma un osservatore attento può notare come la prima raffiguri un leone dormiente, simbolo del popolo che sopporta l'angheria in silenzio senza reagire; la seconda raffigura il leone che si risveglia, chiaro riferimento al popolo che raggiunge il limite della sopportazione e si ribella contro il potere tiranno; la terza rappresenta un leone rabbioso mentre ruggisce, raffigurazione inequivocabile del popolo che reagisce violentemente e rovescia il potere.

#### Linguaggio metaforico
(Béla Balázs)

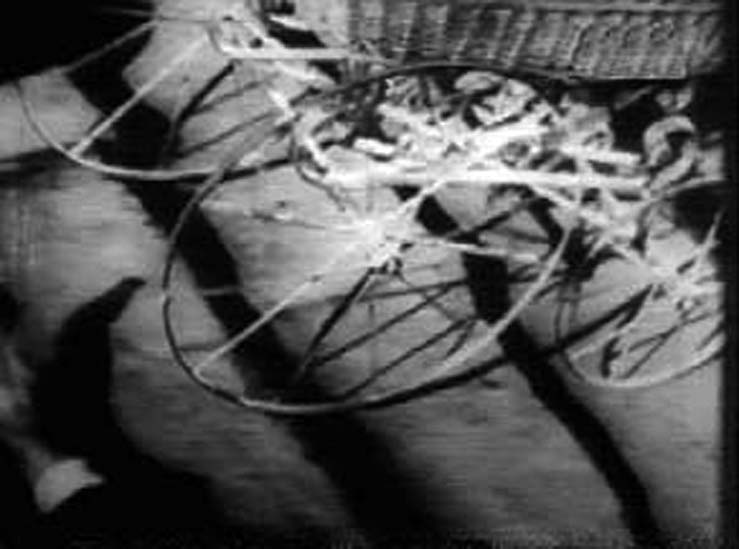
Fotogramma della carrozzina

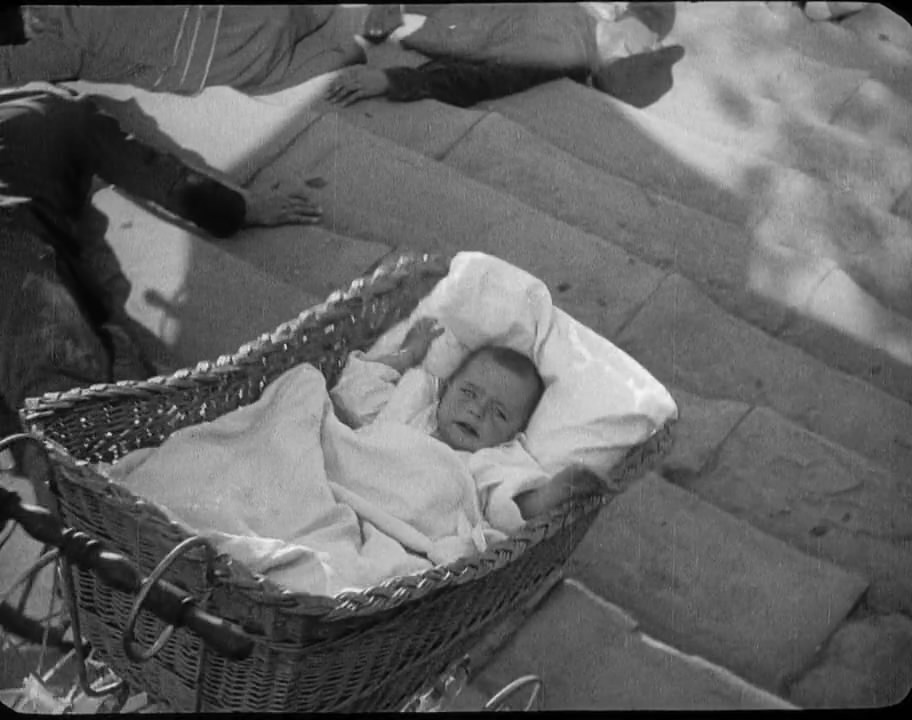
Fotogramma della carrozzina

La scena più conosciuta del film è la strage, a opera dei soldati, della popolazione che solidarizzava con i marinai del Potëmkin sulla scalinata. Questi scendono i gradini secondo una marcia ritmata. Davanti a loro, insensibili anche di fronte a una madre con in braccio il figlio ferito a morte, la folla terrorizzata cerca di mettersi in salvo fuggendo da tutte le parti. La sequenza si chiude con la celebre caduta della carrozzina lungo la scalinata, spinta dalla madre morente colpita dalla scarica dei fucili. La scena è diventata talmente popolare che la scalinata oramai viene generalmente chiamata Scalinata Potëmkin.

## Colonna sonora
La colonna sonora originale, composta dal musicista austriaco Edmund Meisel, fu dispersa per molti decenni e riutilizzata soltanto in occasione del restauro del film su iniziativa della fondazione federale tedesca per la cultura nel 2005. Durante la sua lunga storia, la colonna sonora è stata più volte cambiata. Nel 1949, in occasione del venticinquennale del film, una nuova colonna sonora fu composta da Nikolaj Krjukov. Successivamente sono stati usati anche brani di musica classica come per esempio alcune sinfonie di Dmitrij Dmitrievič Šostakovič (1976). Esiste anche una colonna sonora moderna, composta nel 2005 dal gruppo Pet Shop Boys e incisa nel disco Battleship Potemkin. La colonna sonora originale di Meisel, composta in soli dodici giorni, resta tuttora secondo molti critici l'opera più congeniale per sottolineare il capolavoro di Eisenstein, poiché si fonde perfettamente con il linguaggio e il contenuto del film. Nel 2017 la Cineteca di Bologna ha pubblicato un DVD di questo film per la collana "Il Cinema Ritrovato" n.25 con la nuova musica originale elettroacustica in surround 5.1 composta ed eseguita dal collettivo di compositori Edison Studio (musica di Luigi Ceccarelli, Fabio Cifariello Ciardi, Alessandro Cipriani in collaborazione con Vincenzo Core). In una seconda traccia audio dello stesso DVD è pubblicata anche la musica della partitura originale di Edmund Meisel, diretta da Helmut Imig. La colonna sonora di Edison Studio è stata eseguita in prima assoluta dal vivo al Festival Scarlatti Contemporanea per la stagione dell'Associazione Scarlatti di Napoli il 25 ottobre 2017 al Cinema Astra.

## Distribuzione

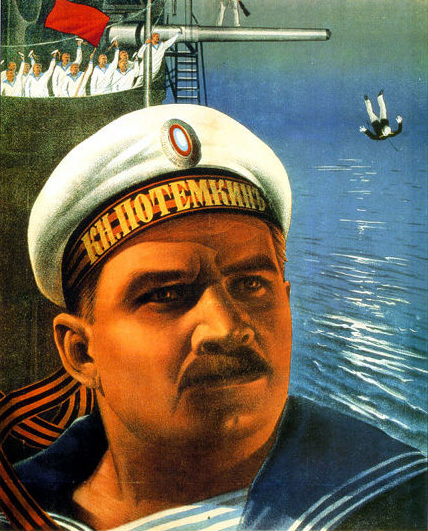
Locandina originale del film

Nel mondo del futuro blocco sovietico, la diffusione fu rapida e capillare; l'esatto contrario di ciò che accadde nel mondo occidentale, in cui bisognò attendere ancora molti anni per poterlo vedere.
L'edizione originale del 1925 fu a lungo interdetta nell'Europa occidentale per via del fortissimo ostracismo voluto da Adolf Hitler e dai Paesi sotto la sua influenza e alleati (tra cui l'Italia fascista di Benito Mussolini). Caduti i regimi nel corso della seconda metà degli anni quaranta, cominciarono a circolare delle copie (inizialmente clandestine) in russo che venivano usate per proiezioni private nei club e nelle case degli appassionati e solo nel 1950 ne venne distribuita un'edizione, accompagnata da una colonna sonora di Nikolaj Krjukov, leggermente più corta a causa di alcune brevi censure e della perdita di qualche metro di pellicola danneggiata dagli anni di giacenza nei magazzini. Questa edizione arrivò presto anche nell'Europa dell'ovest (anche grazie al produttore Francesco Misiano) dove il film venne definitivamente legittimato.
Nel 1960 infine arrivò in Italia. L'edizione del 1950 venne distribuita con la voce di Arnoldo Foà che leggeva i titoli e le didascalie in caratteri russi non sottotitolati, rimasti inalterati nel tempo.
Tra l'inizio degli anni sessanta e gli ottanta il film riuscì a superare la barriera imposta dalla guerra fredda, arrivando a essere proiettato (in cinema d'essai e in privato) anche in Paesi che erano al di fuori dall'influenza sovietica. Con la distensione dei rapporti tra USA e URSS nel corso degli anni ottanta, la diffusione della pellicola ha avuto un nuovo periodo di espansione e arrivò anche a essere trasmessa nottetempo da alcune televisioni.
Esiste un'altra edizione realizzata nel 1976 che manteneva sostanzialmente lo stesso montaggio di quella del 1950 (già praticamente identica all'originale) accompagnata dalle musiche di Dmitrij Dmitrievič Šostakovič, che tuttavia non riscosse più successo della precedente. Anche per questa edizione, per la lettura dei cartelli prestò la sua voce Arnoldo Foà; questa versione è reperibile in Italia su DVD distribuita dalla General Video insieme al documentario Sergej Ejzenstejn: la vita è spettacolo.
In molti Paesi circola l'edizione proiettata a Berlino con le musiche di Edmund Meisel.

## Accoglienza

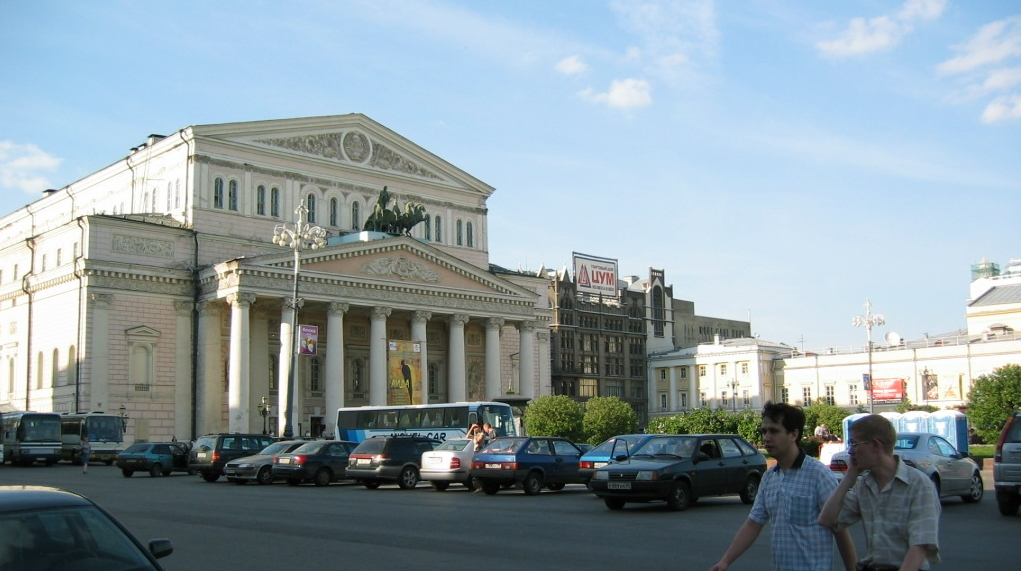
Il teatro Bol'šoj, sede della prima proiezione

Terminate le riprese, il film venne montato in soli dodici giorni per via della mancanza di tempo. Il giorno della prima proiezione, il 21 dicembre 1925 al teatro Bol'šoj, gli ultimi rulli della pellicola non erano ancora stati montati del tutto e il regista dovette andare in cabina di proiezione a completare il montaggio, ultimato mentre la pellicola veniva proiettata. Si racconta che, avendo finito il collante, il regista fosse stato costretto a usare la propria saliva.
Alla prima al teatro Bol'šoj, il film ottenne l'accoglienza trionfale dei dirigenti dell'URSS. Esattamente un mese dopo (21 gennaio 1926) fu distribuito nelle sale sovietiche.
Nonostante il trionfo alla première del 21 dicembre, nelle sale ebbe scarso riscontro di pubblico, contrariamente ai pronostici di un grande successo. Le sorti del film si capovolsero in seguito a una fortuita proiezione alla presenza del regista al Kamera Theater di Berlino. Il successo del film crebbe in tutta l'Europa orientale, acclamato come capolavoro assoluto e consentendo al Goskino di recuperare i soldi spesi.

## Riconoscimenti
La corazzata Potëmkin è una delle più influenti opere della storia del cinema ed è costantemente inserito nelle varie liste dei migliori film della storia redatte da diversi periodici e accademie cinematografiche.
È stato infatti votato "Il più bel film della storia" all'Esposizione universale del 1958 da una giuria di esperti, ed è stato inoltre inserito nella lista del sito theyshootpictures.com al 12º posto dei 1.000 film migliori. Figura anche nella lista dei cento più bei film del XX secolo, stilata da VillageVoice (77º), in quella del British Film Institute (7º posto), in quella di films101.com (209º posto) e al 76º posto della classifica stilata dai lettori di Time Out.
Ha ricevuto 5 e 4 stelle (il massimo in entrambi i casi) sui prestigiosi dizionari cinematografici italiani Morandini e Mereghetti.
Su IMDb il voto medio attribuito dagli utenti registrati è di 8,1/10.

## Influenza culturale

### Nel mondo

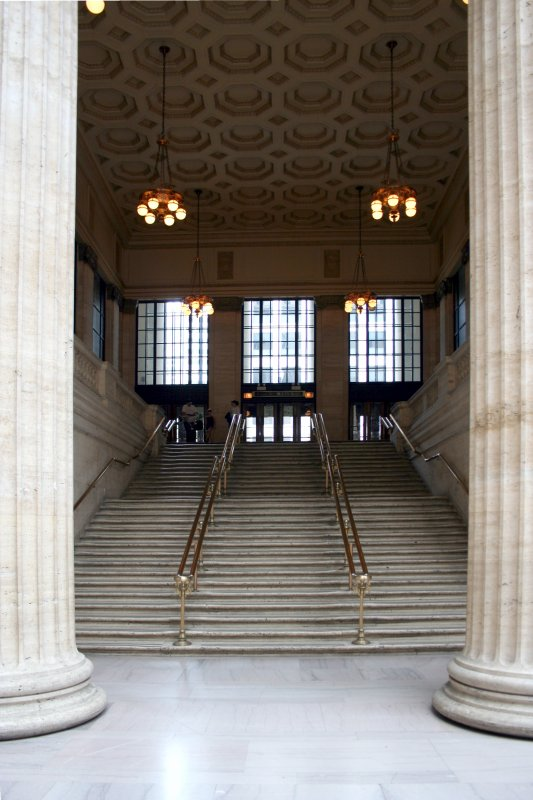
La Central Station di Chicago, usata come set per girare la scena del film The Untouchables - Gli intoccabili in cui viene citata la Corazzata

La fama del film è tale che numerosi registi hanno reso omaggio alla pellicola nei loro lavori; le citazioni sulla Corazzata possono essere di vario genere e spaziano dal comico al solenne. Le scene del film vengono riprese in The Untouchables - Gli intoccabili di Brian De Palma, in Partner di Bernardo Bertolucci e in Brazil di Terry Gilliam. La discesa dei soldati dalla scalinata è stata ripresa anche in Star Wars: Episodio III - La vendetta dei Sith da George Lucas; alcune sequenze del film sono state oggetto di parodia da parte di Woody Allen in due film: Amore e guerra del 1975 e Il dittatore dello stato libero di Bananas del 1971. Altra versione parodistica è presente in Una pallottola spuntata 33⅓ - L'insulto finale di Peter Segal. Scala e carrozzina sono presenti anche in Good Bye, Lenin! di Wolfgang Becker (2003). Anche Spielberg ha omaggiato il film in Hook - Capitan Uncino del 1992. Persino il mondo di James Bond ha omaggiato il film, riproponendo la carrozzina che taglia la strada al carro armato guidato da James Bond volto all'inseguimento del nemico per le strade di San Pietroburgo nel film GoldenEye del 1995, diretto da Martin Campbell.

### In Italia

Fotogramma da Il secondo tragico Fantozzi. Il nome del regista è stato volutamente storpiato in Serghei M. Einstein.

- Il film è citato in C'eravamo tanto amati di Ettore Scola (1974), nel quale la scalinata di Odessa è rievocata sui gradini della scalinata di Trinità dei Monti, a Roma, da Stefano Satta Flores (che interpreta un critico cinematografico), insieme a Stefania Sandrelli e Nino Manfredi.
- Nel film Il secondo tragico Fantozzi (1976) di Luciano Salce si parla del film fittizio La corazzata Kotiomkin. Il professor Guidobaldo Maria Riccardelli, interpretato da Mauro Vestri, impone ai suoi impiegati la ripetuta visione di vecchi film d'autore, che lui venera. Una sera gli impiegati sono costretti a perdersi un'importante partita di calcio per recarsi al cineforum del professore. Dopo la proiezione, durante il consueto dibattito, giunge lo storico giudizio di Fantozzi, che ha finalmente deciso di ribellarsi e porre fine alla questione:

Non essendo possibile utilizzare scene originali de La corazzata Potëmkin, in fase di sceneggiatura si decise di farne una parodia. Il nome del regista venne modificato: Sergej M. Ėjzenštejn divenne "Serghei M. Einstein". Le scene della scalinata Potëmkin di Odessa visibili nel film furono girate da Luciano Salce sulla scalinata dedicata a Bruno Zevi, di fronte alla Galleria nazionale d'arte moderna e contemporanea, e la pellicola venne "maltrattata" per ottenere un effetto di invecchiamento. L'"occhio della madre" è quello dell'attrice italiana Alba Maiolini.
Per dare più credibilità all'esasperazione degli impiegati La corazzata Kotiomkin è composta da ben "diciotto bobine" (ossia 180 minuti), quando in realtà La corazzata Potëmkin dura soltanto 75 minuti.

## Significato

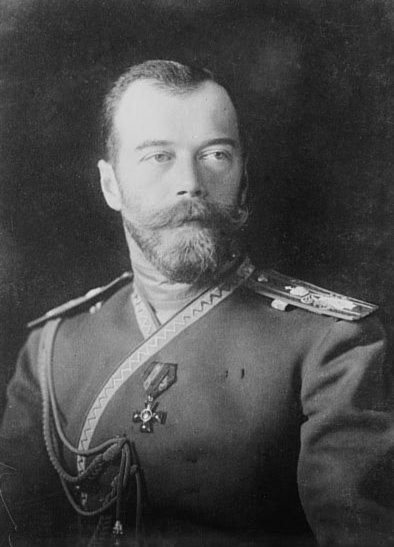
Nicola II di Russia, zar all'epoca dei fatti

Il significato del film è la rappresentazione simbolica di un episodio della storia nazionale allo scopo di prendere in esame l'intera situazione del Paese in quel periodo storico. Infatti durante quegli anni in Russia la sproporzione tra lo stile di vita dei nobili e quello del popolo era impressionante a causa di una pessima gestione delle risorse agricole. La popolazione viveva di stenti e spesso non riusciva ad assicurarsi un pasto quotidiano, mentre il sovrano e la sua corte spendevano grandi somme per il proprio sostentamento e intrattenimento e non si occupavano di rispondere al popolo affamato; questa situazione nel 1905 portò alla rivolta contro la tirannia del sovrano. Oltretutto nel 1905 la Russia si trovava ormai da un anno in guerra con il Giappone; una guerra che stava perdendo, a costo di numerose vite tra i coscritti e i marinai, e che sembrava sempre più insensata e inutile al popolo (costretto anche a fare ulteriori sacrifici) e all'intelligenza. Si trattava infatti di un conflitto tra due imperialismi, che avevano in palio lo sfruttamento coloniale di Corea, Manciuria e Cina settentrionale.
L'ammutinamento e la conseguente repressione incarnano i coraggiosi tentativi da parte dei ceti svantaggiati di ottenere una giustizia sociale più equa e vantaggiosa per tutti, soffocati nel sangue dalle durissime repressioni militari ordinate dallo zar. La bandiera rossa che i marinai issano sulla nave rappresenta il successo della rivolta, simbolo di un cambiamento inevitabile, che non poteva più aspettare di essere realizzato.